# Ґосе (Нара)
Ґосе (яп. 御所市, ごせし, ґосе сі ) — місто в Японії, у західній частині префектури Нара.
Засноване 31 березня 1958 року шляхом злиття таких населених пунктів:
- містечка Ґосе повіту Мінамі-Кацураґі (南葛城郡御所町),
- села Кудзу (葛村),
- села Кудзукамі (葛上村),
- села Тайсьо (大正村).

Ґосе лежить у південно-західному кутку Нарської западини, біля підніжжя гір Ямато-Кацураґі та Конґо. Місто розвинулося на базі призамкового містечка роду Куваяма в період Едо (1603–1867).
Основою економіки Ґосе є текстильна та фармацевтична промисловість, а також вирощування японського плюща сорту Йосіно та хурми сорту Ґосе. Традиціно місто славиться виготовленням візерунчастої бавовняної тканини.
У Ґосе є багато пам'яток японської старовини, що містяться вздовж давнього шляху Кацураґі.

## Символіка
Деревом міста вважається камфорне дерево, квіткою — рододендрон.